# アオスゲ

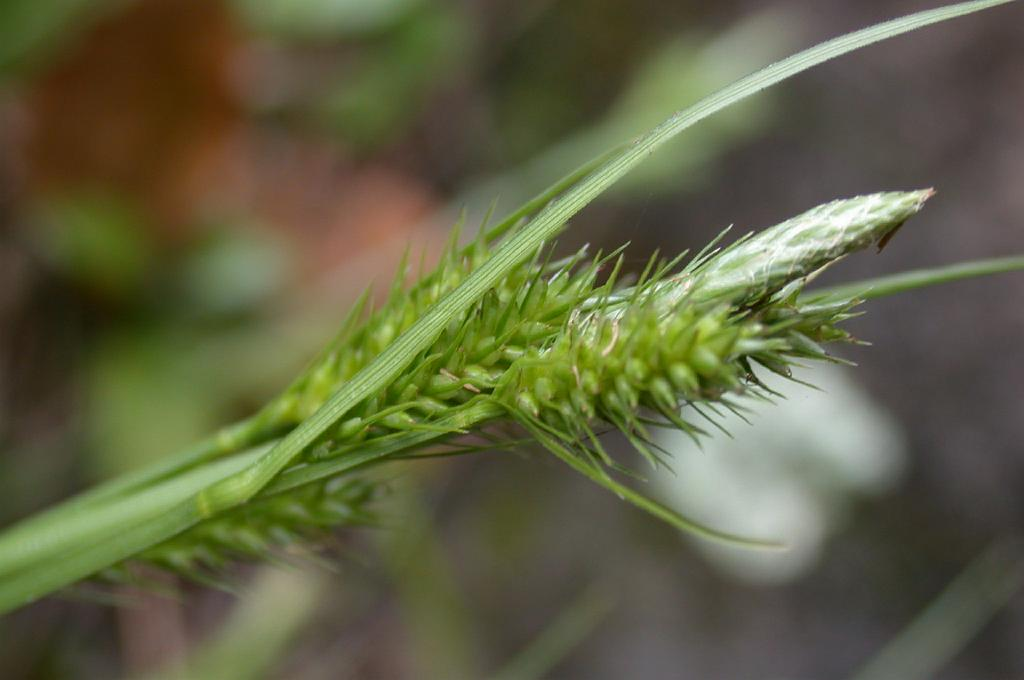
小穂の様子

アオスゲ（Carex leucochlora）は、単子葉植物カヤツリグサ科スゲ属の植物の一種。全体に緑色で、鞘や鱗片にも赤や黒に染まるところがない。ただし、アオスゲと呼ばれるものには多くの変異があり、それらを種内の変異と見なすか、複数種に分けるかについて専門家にも意見の差がある。また、近縁な異種も多く、同定が難しい。

## 基本的特徴
広い意味でのアオスゲの特徴は、以下のようなものである。
- 草丈は30cm程度の小型のスゲである。
- 葉は線形、根元には褐色の鞘がある。匍匐枝は出さないか、出しても長く横にはうことはない。普通は小型の株が寄り集まった姿になる。
- 花茎はやや立ち上がり、先端近くに小穂がつく。
- 最下の小穂の苞は、ごく短い鞘があり、先端は葉状。
- 先端の小穂は雄性、こん棒状か太短い楕円形。側方の小穂は雌性で2-3個、楕円形から筒状。
- 果胞はひし形に近い楕円形で、表面にまばらに毛がはえる。
- 果実は楕円形、断面は三角形、柱頭の基部は狭まってからすぐに広がり、そこから先に向かって細まる。つまり果実の先端に帽子状の付属物がある。
- 雌花の鱗片は倒卵形で果胞よりやや短く、中央から芒が出て、その先端は果胞より長い。
- 根元の鞘が薄い褐色であるほかは、花茎の鞘、鱗片などすべて緑色で赤や黒などに着色しない。

この範囲にはいるスゲは北海道から南西諸島、伊豆諸島にまで分布し、田舎の道路わきから日向の草地、海岸縁の砂浜、岩場から森林内までさまざまな環境に生育する。生育する場によってもその姿は実にさまざまになる。

## 分類の変遷
アオスゲはその生育環境の広さもあって、変異の幅が極めて広い。大きさでは高さ40cm近くになるものから、地表すれすれ、ほとんど数cmほどのものまで、葉の幅も3mm以上のものから1mm程のもの、色も淡緑色から深緑色まで、葉や花茎の縁にざらつきがあるものないもの、小穂が茎の先端に集まるもの、やや離れるもの、あるいは葉の間に短い柄を延ばして小穂をつけるもの、匍匐枝を出すもの、その他、さまざまなものがある。これらの扱いをどうするかについては、古くから論議があり、なかなか定まらない。
日本のアオスゲに関しては、1940年代より秋山茂雄らによって研究がすすめられ、いくつものアオスゲ類が記載された。秋山（1955）には以下の種と変種が認められている。オオアオスゲはアオスゲの、ヒメイトアオスゲはイトアオスゲの変種としている。
- イセアオスゲ Carex karashidaniensis Akiyama
- ムツアオスゲ C. aquilonalis Akiyama
- イソアオスゲ C. meridiana Akiyama
- アオスゲ　C. leucochlora Bunge
  - オオアオスゲ  var. lonchophora Akiyama
- イトアオスゲ　C. puberula Boott
  - ヒメイトアオスゲ　var. gracillima Akiyama
- ヒメアオスゲ C. discoidea Boott
- スナスゲ（ハマアオスゲ）C. fibrillosa Franch. et Sav.
- ハイアオスゲ　C. tosaensis Akiyama

これに対して、その後これらをまとめて扱う流れが生じる。北村他（初版1964、カヤツリグサ科は小山が担当）による保育社の『原色日本植物図鑑』や、『新日本植物誌』（大井次三郎著、北川政夫改定　1983）にそれが見て取れる。『原色日本植物図鑑』では、アオスゲ一種のみを認め、学名はC. breviculmisとした。この下に亜種としてハマアオスゲC. breviculmis subsp. fibrillosa と、オオアオスゲ C.breviculmis subsp. lonchophoraを、基本亜種の下に品種としてメアオスゲ forma aphanandra　とイトアオスゲ forma filiculmisの二つのみを認めた。つまり、以下のように分類されている。
- アオスゲ C. breviculmis R. Br.
  -     - メアオスゲ C. breviculmis R. Br. forma aphanandra Kiuekenth.
    - イトアオスゲ C. breviculmis R. Br. forma filiculmis Kiuekenth.

  - オオアオスゲ C.breviculmis subsp. lonchophora (Ohwi)
  - ハマアオスゲ C. breviculmis subsp. fibrillosa (Fr. et Sav.)

なお、植物誌の方はイトアオスゲとハマアオスゲをアオスゲの変種としており、それ以外は認めていない。ちなみに、琉球列島において日本植物誌に相当する「琉球植物誌」（初島住彦　1975）も、これらとほぼ同じ扱いで、種としてはアオスゲのみを認め、その下に品種としてメアオスゲを、変種としてヒメアオスゲを、また亜種としてハマアオスゲを認めている。
しかし、1990年代ころより再び細分の流れが強まる。新たな研究者達により、カヤツリグサ科の研究が活発になり、アオスゲ類の見直しが進められた結果、改めてアオスゲの変種や品種が独立させられ、新たな種が追加された。勝山(2005)では、以下の種がそれぞれ独立種として認められている。
- アオスゲ　C. leucochlora Bunge
- イトアオスゲ　C. puberula Boott
- ミセンアオスゲ　C. horikawae K. Okamoto
- メアオスゲ（ノゲアオスゲ）　C. caudolleana H. Lev. et Vaniot.
- ニイタカスゲ　C. aphanandra Franch. et Sav.
- イソアオスゲ　C. meridiana (Akiyama) Akiyama
- ヒメアオスゲ　C. discoidea Boott
- ヤクシマイトスゲ　C. perangusta Ohwi
- オオアオスゲ　C. lonchophora Ohwi
- ハマアオスゲ　C. fibrillosa Franch. et Sav.
- イセアオスゲ　C. karashidaniensis Akiyama

なお、保育社の図鑑は、総覧的な図鑑としては長く標準に地位にあった。2005年現在、これよりむしろ「日本の野生植物」の方がそう見られる傾向があるが、スゲ類に関してはこの図鑑は省略が多い。また、新日本植物誌はより専門的な図鑑として標準に近い位置にある。これに対して、アオスゲ類の新しい扱いについて、一般的な図鑑で掲載されているものはない。前記のものを含め若干の図鑑等は出ているものの、スゲやカヤツリグサ類専門であったり、一般に広く流布するものとは言いがたい。そういう訳で、現在もまとめた方の扱いを見ることが多い。
スゲをふくむカヤツリグサ科については、日本スゲの会のような全国規模の会も存在し、専門家による研究も現在精力的に行われている。今後も新たな改編が行われるものと思われる。

## 代表的なもの
- 標準のアオスゲは、黄緑色のつやのある葉をもち、背丈は30cmほどまで、茎や葉は少し固め。雄小穂はこん棒状、雌小穂は楕円形で、花茎の先端に集まる。最下の小穂の苞には、長い葉身があり、先端は雄小穂より長く突き出る。日向の草原にはえる。
- オオアオスゲは高さが40cmにも達する大型のもので、茎や葉がざらつく。果胞にはっきりとした脈があるのも特徴。アオスゲとともに都会でもよくみられる。
- メアオスゲは、やや柔らかく、深緑っぽい植物で、雌小穂の花数は少ない。花茎の先の方に小穂が集まるが、大きく離れて根元の葉の間にも小穂をつける。草地から森林内にまで生育する。
- イトアオスゲは、全体に細みで、雌小穂の花数が少ない。最下の小穂の苞にある葉身は短い。やや山地にはえる傾向。

イトアオスゲ、メアオスゲのうち後者は、最下の実穂は基部近くから現れることなどで前者と区別するが、同じような性質によりミヤケスゲをクモマシバスゲから見分ける。
スゲ属において、ときとして種内変異とあつかわれる上部のほか基部にも穂をもつ性質や匍匐枝を出す性質は草食動物の食害への適応と見られる。
山地で見られるアオスゲ類は、平地のアオスゲほどぼそぼそと実が沢山付いていることはない。
むしろホンモンジスゲの類を思わすこともある。
- イソアオスゲは、海岸の岩場やその背後の森林などに生え、ややメアオスゲに似る。よく匍匐枝を出す。
- ハマアオスゲは、比較的はっきりと異なる。沿海地にはえる深緑の草で、地下によく匍匐枝を出す。葉や茎はつやが強い。果胞は成熟するとやや膨らみ、黄色味を帯びる。

沿海地で見られるイソアオスゲとハマアオスゲは成熟するまでは見分けにくい。

## 近縁種
アオスゲによく似て、はっきり別種であるものも数多い。先に挙げた主たる特徴から、アオスゲではないのであるが、一般的には同じに見える。果胞を見れば区別できるものが多い。アオスゲのように、毛がはえているものは少ない。クサスゲとヌカスゲあたりが特に似ている。

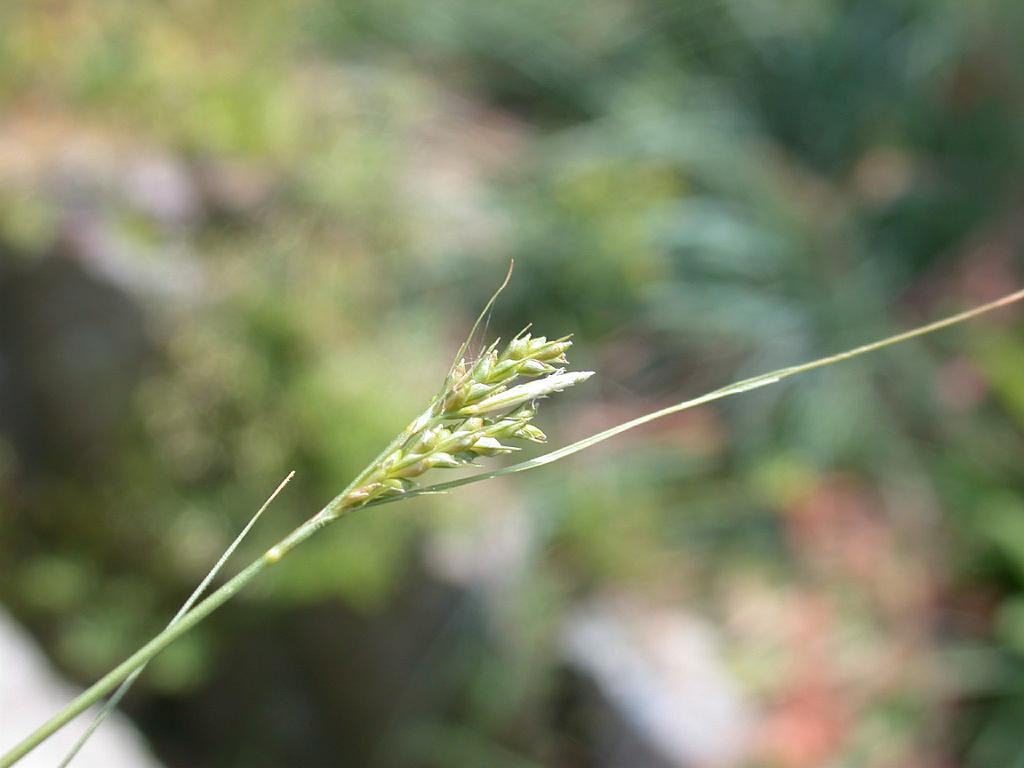
ノゲヌカスゲ・雄小穂は細い。

- ヌカスゲ(C. mitrata Franch.)は、アオスゲに似ているが、雄小穂が線形で、淡い褐色を帯びること、また雌小穂の鱗片に芒がないこと、根元が長い褐色のさやに包まれるのが特徴。こちらは山間部で多く見られる。比較的大株になりやすい。ただし、鱗片に芒があるノゲヌカスゲ(var. aristata Ohwi)という変種もある。
- クサスゲ(C. rugata Ohwi)は、細長めの小型のスゲで、小穂は花茎の先端に集まるが、下の方に離れてつくものが出る。果胞と果実の中ほどがくびれるというのが特徴。また、乾燥させると黒っぽくなる。
- マメスゲ(C. pudica Honda)は、やや硬めの葉をもつ種で、雌小穂は株の根元近くに生じ、そこから長く茎を伸ばして先端に雄小穂をつける。穂が出ていないと気づきにくく実穂の状態であっても気がつきにくいので、クサスゲとともに記録が出にくいようだ。

- モエギスゲ(C. tristachya Thunb.)は、小穂雄雌とも棒状で、それが花茎の先端に集まる。小穂の鱗片の先端が丸く、特に雄小穂の鱗片が茎を抱くように巻き付く。またヒメモエギスゲ(C. pocilliformis Boott)は、これによく似て、雄小穂の鱗片が両側融合してコップ状となるので、その姿からコップモエギスゲの名がある。ただし、ヒメモエギスゲをモエギスゲの変種とするとの扱いもある。

アオスゲとモエギスゲはいずれも小型のスゲの中ではごく普通種なので、この区別がつくようになると、スゲの見分けがかなり容易くなる。
- シバスゲ(C. nervata Franch.)は、よく匍匐枝を出し、株立ちにならない。花茎の先端に小穂が集まる。先端に突き出す雄小穂の鱗片は褐色。日当たりのよい、背の低い草地にはえる。地表に這いつくばるようにして生えているが、時にやや背の高い草の間で伸びているものがあるとややこしい。なお、タカネシバスゲというスゲもあるがこれはシバスゲとは関係がない。

シバスゲに似たものにカミカワスゲ、ツルカミカワスゲ、チャシバスゲなどがあり、ミヤケスゲ以降のこれらの種は穂の色、基部の様子、匍匐枝の出る出ないなどをチェックポイントとするようだ。